# جوزيبي مونتانا
جوزيبي مونتانا (بالإيطالية: Beppe Montana)‏ هو ضابط شرطة إيطالي، ولد في 8 أكتوبر 1951 في جرجنت في إيطاليا، وتوفي في 28 يوليو 1985 في سانتا فلافيا في إيطاليا.